# Dischidia
Dischidia är ett släkte av oleanderväxter. Dischidia ingår i familjen oleanderväxter.

## Dottertaxa tillDischidia, i alfabetisk ordning[1]
- Dischidia aberrans
- Dischidia acuminata
- Dischidia acutifolia
- Dischidia albida
- Dischidia albiflora
- Dischidia alternans
- Dischidia amphorantha
- Dischidia angustifolia
- Dischidia antennifera
- Dischidia apoensis
- Dischidia asperifolia
- Dischidia astephana
- Dischidia atropurpurea
- Dischidia australis
- Dischidia bengalensis
- Dischidia bisetulosa
- Dischidia boholensis
- Dischidia bulacanensis
- Dischidia calva
- Dischidia chinensis
- Dischidia cleistantha
- Dischidia clemensiae
- Dischidia cochleata
- Dischidia cominsii
- Dischidia complex
- Dischidia cornuta
- Dischidia crassifolia
- Dischidia crassula
- Dischidia cyclophylla
- Dischidia cylindrica
- Dischidia dasyphylla
- Dischidia digitiformis
- Dischidia diphylla
- Dischidia dohtii
- Dischidia dolichantha
- Dischidia elmeri
- Dischidia ericiflora
- Dischidia formosana
- Dischidia fruticulosa
- Dischidia galactantha
- Dischidia gibbifera
- Dischidia griffithii
- Dischidia hahliana
- Dischidia hirsuta
- Dischidia hollrungii
- Dischidia hoyella
- Dischidia imbricata
- Dischidia indragirensis
- Dischidia insularis
- Dischidia lanceolata
- Dischidia lancifolia
- Dischidia latifolia
- Dischidia lauterbachii
- Dischidia listerophora
- Dischidia litoralis
- Dischidia livida
- Dischidia longiflora
- Dischidia longifolia
- Dischidia longipedunculata
- Dischidia major
- Dischidia melanesica
- Dischidia meleagridiflora
- Dischidia merrillii
- Dischidia micholitzii
- Dischidia micrantha
- Dischidia milnei
- Dischidia myrtillus
- Dischidia neurophylla
- Dischidia nummularia
- Dischidia oiantha
- Dischidia ovata
- Dischidia oxyphylla
- Dischidia parvifolia
- Dischidia peltata
- Dischidia platyphylla
- Dischidia polilloensis
- Dischidia polyphylla
- Dischidia pseudobenghalensis
- Dischidia puberula
- Dischidia pubescens
- Dischidia punctata
- Dischidia purpurea
- Dischidia quinquangularis
- Dischidia reniformis
- Dischidia retusa
- Dischidia rhodantha
- Dischidia rhombifolia
- Dischidia rimicola
- Dischidia rosea
- Dischidia roseoflavida
- Dischidia rumphii
- Dischidia ruscifolia
- Dischidia saccata
- Dischidia sagittata
- Dischidia sarasinorum
- Dischidia scortechinii
- Dischidia singaporensis
- Dischidia singularis
- Dischidia soronensis
- Dischidia sorsogonensis
- Dischidia squamulosa
- Dischidia striata
- Dischidia subulata
- Dischidia superba
- Dischidia sylvestris
- Dischidia tjidadapensis
- Dischidia tomentella
- Dischidia tonkinensis
- Dischidia tonsa
- Dischidia torricellensis
- Dischidia tricholoba
- Dischidia trichostemma
- Dischidia truncata
- Dischidia vadosa
- Dischidia vidalii